# Скијашки скокови на Зимским олимпијским играма 2014.
Такмичење у скијашким скоковима на Зимским олимпијским играма 2014. у Сочију одржана су у скакачком центру Руски горки. Такмичења су била на програму између 8. и 17. фебруара 2014.
Скијашки скокови за мушкарце на малој скакаоници налазе се на програму од првих Зимских олимпијских игара 1924.одржаних у Шамонију у Француској. Велика скакаоница је ушла на програм Игара 1964. у Инзбруку. На овим олимпијским играма први пут је одржано такмичење и у женској конкуренцији. Грчка дебитује у скијашким скоковима.

## Земље учеснице
Такмичило се 100 скакача из 20 држава у мушкој и женској конкуренцији.
| - Аустрија (7) - Бугарска (1) - Грчка (1) - Естонија (2) - Италија (5) - Јапан (8) - Јужна Кореја (4) | - Казахстан (2) - Канада (4) - Немачка (9) - Норвешка (9) - Пољска (5) - Румунија (1) - Русија (6) | - Сједињене Америчке Државе (7) - Словенија (9) - Финска (6) - Француска (5) - Чешка (5) - Швајцарска (3) |

- У загради се налази број спортиста који се такмиче за ту земљу

### Систем такмичења
У појединачној конкуреницији такмичење се одржава два дана. Првог дана се одржавају квалификације које се састоје од једног квалификационог скока. Десет набоље пласираних у Свестком купу у скијашким скоковима не учествују у квалификацијама. Они су аутоматски квалификовани за финале. Од учесника квалификација 40 првопласираних квалификовало се за финале, а остали су завршили такмичење.
Финално такмичење се састији од две серије скокова. У првој серији учествује 50 скакача (40 квалификованих кроз квалификације првог дана и 10 аутоматски квалификованих) а само 30 најбољих из прве серије иде у другу. Скакачи у другој серији скачу од најслабијег ка најбољем (30 → 1).
Код екипног такмичења свака екипа има четири скакача. Такмичење се се састоји од два круга. У првом скаче по један скијаш из сваке екипе, затим други из сваке екипе, па трећи и четврти. Појединачни резултати скакача из исте екипе се сабирају да би се добио пласман екипе. У други круг иде само осам најбоље пласираних екипа у првом кругу. Такмичење у другом кругу, као и у појединачном такмичењу, почиње екипа која је била најслабије пласирана у првом кругу. Побеђује екипа са највише бодова из укупно осам скокова (4 из првог и 4 из другог круга).

## Распоред такмичења
По локално времену UTC+4
| Датум       | Време | Дисциплина                                                |
| ----------- | ----- | --------------------------------------------------------- |
| 8. фебруар  | 20:30 | Мала скакаоница појединачно за мушкарце - квалификације   |
| 9. фебруар  | 21:30 | Мала скакаоница појединачно за мушкарце                   |
| 11. фебруар | 21:30 | Мала скакаоница појединачно за жене                       |
| 14. фебруар | 21:30 | Велика скакаоница појединачно за мушкарце - квалификације |
| 15. фебруар | 21:30 | Велика скакаоница појединачно за мушкарце                 |
| 17. фебруар | 21:15 | Велика скакаоница екипно за мушкарце                      |

## Освајачи медаља

### Мушкарци
| Дисциплина                    |                                                                            | Резултат |                                                                                  | Резултат |                                                                   | Резултат |
| Мала скакаоница појединачно   | Камил Стох · Пољска                                                        | 278,0    | Петер Превц · Словенија                                                          | 265,3    | Андерс Бардал · Норвешка                                          | 264,1    |
| Велика скакаоница појединачно | Камил Стох · Пољска                                                        | 278,7    | Норијаки Касај · Јапан                                                           | 277,4    | Петер Превц · Словенија                                           | 274,8    |
| Велика скакаоница екипно      | Андреас Ванк · Маринус Краус · Андреас Велингер · Северин Фројнд · Немачка | 1041.1   | Михел Хајбек · Томас Моргенштерн · Томас Дитхарт · Грегор Шлиренцауер · Аустрија | 1038,4   | Рерухи Шимицу · Таку Такеучи · Даики Ито · Норијаки Касај · Јапан | 1029,4   |

### Жене
| Дисциплина                  |                       | Резултат |                                  | Резултат |                         | Резултат |
| Мала скакаоница појединачно | Карина Фогт · Немачка | 247,4    | Данијела Ирашко-Штолц · Аустрија | 246,2    | Колин Мател · Француска | 245,2    |

## Биланс медаља
|        | Земља     |   |   |   |    |
| ------ | --------- | - | - | - | -- |
| 1      | Немачка   | 2 | 0 | 0 | 2  |
| 1      | Пољска    | 2 | 0 | 0 | 2  |
| 3      | Аустрија  | 0 | 2 | 0 | 2  |
| 4      | Јапан     | 0 | 1 | 1 | 2  |
| 4      | Словенија | 0 | 1 | 1 | 2  |
| 6      | Француска | 0 | 0 | 1 | 1  |
| 6      | Норвешка  | 0 | 0 | 1 | 1  |
| Укупно | Укупно    | 4 | 4 | 4 | 12 |